# L'Étrange Cas de John Kingman
L'Étrange Cas de John Kingman (titre original : The Strange Case of John Kingman) est une nouvelle de science-fiction de Murray Leinster.
La nouvelle, sur un ton humoristique, évoque l'activité d'un jeune psychiatre qui découvre un patient étrange hospitalisé dans le centre hospitalier spécialisé. Or ce patient, qui paraît âgé entre 40 et 60 ans, est présent dans l'établissement depuis très longtemps. En fait, il y est présent depuis 1786 !

## Parutions

### Parutions aux États-Unis
La nouvelle est parue initialement aux États-Unis dans Astounding Science Fiction no 210 en mai 1948.

### Parutions en France
La nouvelle a été publiée en France en 1974 dans l'anthologie Histoires d'extraterrestres (rééditions en 1976, 1978, 1984, 1986 et 1997) et traduite en français par Richard Chomet (situation dans le recueil : p. 215 à 240).

### Publications dans d'autres pays occidentaux
- en italien : sous le titre Lo strano caso di John Kingman (1952)[3] ; en 1986, sous le même titre[4].
- en espagnol : sous le titre El extraño caso de John Kingman (1957)[5].
- en allemand : sous le titre Der seltsame Fall des John Kingman (1980)[6].
- en croate : sous le titre Čudni slučaj Johna Kingmana (1981).
- en russe, sous le titre Странная история Джона Кингмана (1992).
- en polonais, sous le titre Dziwny przypadek Johna Kingmana (2014).

## Résumé
1948, dans le centre hospitalier psychiatrique de Meadeville (ville fictive) de l'État de Pennsylvanie. Le jeune docteur Braden recense les malades de l'établissement. Il lit la fiche de John Kingman, laquelle est particulièrement laconique et incomplète puisqu'elle n'indique ni la date ni le lieu de naissance, ni les motifs de l'internement psychiatrique, ni la date de l’hospitalisation. On sait que l'homme a une particularité physique (six doigts à chaque main) et on ne connaît que sa taille et son comportement : l'homme, âgé entre 40 et 60 ans, montre un souverain mépris pour les soignants et patients qui le côtoient. Bref, on ignore tout de Kingman. Au fil de ses recherches dans les archives de l'hôpital, Braden découvre avec stupéfaction que Kingman n'est pas là depuis deux ans, cinq ans, dix ans ou vingt ans : sa présence est attestée sur les registres de l'hôpital qui mentionnent sa présence, déjà, en 1850 ! Peut-être le nom de « Kingman » est-il utilisé pour désigner les patients dont on ignore l'identité, et que le nom de « Kingman » a été attribué à plusieurs patients successifs ?
Les recherches dans les archives de l'État montrent que l’homme a été hospitalisé le 21 mai 1786. Et à l'époque, l'homme avait la même taille que le patient actuel, ainsi que six doigts à chaque main…
Le docteur Braden tente de communiquer avec Kingman mais l'homme montre un mépris cinglant pour le médecin. Si d'ailleurs il avait été admis sous le nom de Kingman, c'est parce qu'il considérait autrui comme un roi considérant de haut des manants (« Kingman » = homme-roi, en anglais). Le patient finit par accepter de communiquer avec le docteur Braden. Il dessine un croquis sur une feuille de papier. Il semblerait que ce soit le plan pour réaliser des radiographies médicales par un appareil pas plus gros qu'un appareil photo. Quelques jours après, Kingman élabore une douzaine de dessins et croquis compliqués laissant penser à une centrale nucléaire de nouvelle génération.
Des radiographies faites de son corps montrent que Kingman a deux cœurs et a un appareil interne qui n’a rien d'humain : c'est manifestement un extraterrestre.
Évidemment, les autorités médicales et politiques supérieures sont alertées. On décide de soigner Kingman, car l'homme semble atteint de mégalomanie et de paranoïa.
La décision est prise de soigner Kingman afin qu'il collabore scientifiquement. Il reçoit donc des drogues permettant habituellement de soigner les patients atteints de psychose. La réaction de Kingman est disproportionnée : il est pris de convulsions et tombe dans le coma. Il en sort plusieurs semaines après, mais totalement changé. Il n'a plus l'air méprisant et hautain qu'il avait auparavant, et son niveau intellectuel semble avoir régressé à celui d'un humain moyen. Il est affecté au département des archives de l'hôpital psychiatrique et fait un travail banal de manière consciencieuse. 
Sachant qu'il est extraterrestre et qu'il a déjà vécu 162 ans dans l’hôpital sans que son aspect physique ne change, combien de temps va-t-on encore le garder ici ?

## Adaptation en série télévisée
La nouvelle a été adaptée dans la série Lights Out (en) (saison 2, épisode 30).